# Sinoderces exilis
Sinoderces exilis is een spinnensoort uit de familie Psilodercidae. De wetenschappelijke naam van de soort werd voor het eerst geldig gepubliceerd in 2013 door Wang en Li als Psiloderces exilis.